# Parhaplothrix szetschuanicus
Parhaplothrix szetschuanicus là một loài bọ cánh cứng trong họ Cerambycidae.